# Nemanja Nedić
Nemanja Nedić (in serbo Немања Недић?; Berane, 6 aprile 1995) è un calciatore montenegrino, centrocampista del GKS Tychy.

## Carriera
In carriera ha giocato 12 partite di qualificazione alle coppe europee, 6 per la Champions League e 6 per l'Europa League, tutte con il Sutjeska.